# Катарина II (ТВ серија)
Катарина II (рус. Екатерина) руска је историјска телевизијска серија из 2014, коју је приказивала Русија 1 у којој Марина Александрова глуми будућу руску царицу Катарину Велику. У Србији је приказивана од 18. јуна до 5. јула 2021. прве две сезоне у пар наврата на кабловском каналу Прва ворлд.
Прва сезона прича причу о принцези Софији Фридерике Огист и њеном успону на власт да постане царица Русије, након државног удара и убиства њеног мужа Петра III. Друга сезона приказује изазове са којима се суочава у земљи и иностранству током првих година своје владавине, док покушава да ревитализује Русију да постане једна од великих сила Европе, и добија титулу „Велика“.

## Резиме радње

### Сезона 1: Катарина (2014)
Mото – «Ја ћу царовати… иначе ћу пропасти…»
Године 1744. у Санкт Петербургу, царица Јелисавета остаје без деце, а за наследника руског престола поставља свог нећака Петра Федоровича. Али он је био рођен у Пруској и једва је говорио руски.
Елизабета одлучује да га уда за принцезу, намеравајући да узме сваког будућег сина и образује га да постане будући цар. Елизабета бира жену за свог нећака, немачку принцезу Софи Фридерике Огист фон Анхалт-Цербст-Дорнбург. Софија Фредерике се нада да ће пронаћи срећу у далекој и страној земљи, али је суочена са интригама и заверама руског царског двора, равнодушношћу свог мужа и плановима царице. Девојка узима име Катарина Алексејевна (Јекатерина) и ради да спасе себе и своју децу од опасности, пошто цар Петар III жели да је испрати из палате.
У јулу 1762, једва шест месеци након што је постао цар, Петар чини политичку грешку повлачећи се са својим дворјанима и рођацима рођеним у Холштајну у Оранијенбаум, остављајући своју жену у Санкт Петербургу. 8. и 9. јула, Лајб гарда се побуни, свргне Петра са власти и проглашава Катарину за новог монарха. Бескрвни државни удар успева и Катарина постаје нова царица и тако почиње Златно доба Руског царства.

### 2. сезона: Катаринин успон (2017)
Mото – «Попела се на трон да би постала Велика!»
1768. Катарина је шест година владала Русијом. Опасна перспектива рата са Турском се назире. Истовремено, Катарина тражи начин да се легално уда за свог дугогодишњег миљеника Григорија Орлова и легитимише њиховог заједничког сина Алексеја, да га учини престолонаследником у случају да Павел Петрович (син Катарине II и Петра III) остане без деце.
Међутим, Орловљево дрско и непредвидиво понашање, као и проблеми са мушким здрављем, терају царицу да одустане од мисли о браку и пошаље сина Алексеја у иностранство. Бацивши Павла Петровича у наручје своје деверуше, Софије Степановне, царица се стара да Павел Петрович може имати децу. Отарасивши се Орлова, Катарина се заљубљује у чувара Григорија Потемкина и у Европи проналази невесту за Павла Петровича, Вилхелмину Лујзу од Хесен-Дармштата .
1774. Руско-турски рат се завршава победом Русије, која успоставља свој протекторат над Кримским канатом и добија излаз на Црно и Азовско море.
1776. Павел Петрович се по други пут жени војвоткињом Софијом Доротејом од Виртемберга , док се Катарина удаје за Потемкина, који у њену част оснива град Јекатеринослав на југу царства.
1780. Катарина пушта из затвора породицу Брауншвајг, децу војводе Антона Улриха – праунуке брата Петра Великог. Плове за Данску.
1782. Катарина отвара статуу Петра Великог у Санкт Петербургу и шаље Павла Петровича са женом и децом на пут по Европи.

### Сезона 3: Катарина. Преваранти (2019)
Mото – «Русија чека… Нећу дозволити никоме да ме заустави!»
Напомена: Ова сезона се одвија између 11. и 12. епизоде друге сезоне, од 1774. до 1776. године.
1774. Угрожена је власт велике и моћне Kатaрине. Руско-турски рат се наставља и исцрпљује ризницу Царства. Појављују се бројни претенденти са претензијама на престо. Сељачки рат је у пуном јеку – рат који води Јемељан Пугачов, који се представљао као Петар III. Опасност се спрема и унутар палате: племићи желе да пренесу престо на њеног најстаријег сина, Павла. Катаринин лични живот је узнемирен. Изгубила је наду да ће имати дете са принцом Потемкином. Има нова љубавна интересовања, нове фаворите. Али највећа и најважнија љубав царице је сама Русија. Kатaрина мора да доноси одлуке које одређују судбину њеног престола и њеног царства.

## Улоге
| Глумци                                                   | Улоге |
| -------------------------------------------------------- | --- |
| Марина Александрова                                      | принцеза Софија од Анхалт-Цербст / Њено Височанство Катaрина Алексејевна / Царица Катарина Велика        |
| Јулија Ауг                                               | царица Јелисавета Петровна [сезона 1; 2–3 — само флешбекови]                                             |
| Александар Јаценко                                       | Његово Височанство Петар Фјодорович / Император Петар [сезона 1; 2–3 — само флешбекови]                  |
| Павел Табаков                                            | Његово Височанство Павел Петрович (сезоне 2–3)                                                           |
| Владимир Меншов                                          | Грoф Алексеј Бестужев-Рјумин [сезона 1]                                                                  |
| Константин Лавроненко                                    | Грoф Јохан Лесток [сезона 1]                                                                             |
| Александар Лазарев млађи                                 | Грoф Алексеј Разумовски [сезона 1]                                                                       |
| Николај Козак                                            | Грoф Александар Шувалов [сезона 1]                                                                       |
| Ринал Мухаметов                                          | Гроф Сергеј Салтиков [сезона 1; 2 – само флешбекови]                                                     |
| Сергеј Стрељников                                        | капитен Григориј Орлов [сезона 1]                                                                        |
| Сергеј Марин                                             | Грoф Григориј Орлов [сезоне 2–3]                                                                         |
| Михаил Гаврилов                                          | Алексеј Орлов [сезона 1]                                                                                 |
| Артјом Алексејев                                         | Грoф Алексеј Орлов [сезоне 2–3]                                                                          |
| Кирил Рубцов [серије 1] / Игор Склар [сезоне 2–3]        | Иван Бетској                                                                                             |
| Владимир Јаглич                                          | Григориј Потемкин (сезоне 2–3)                                                                           |
| Сергеј Колтаков                                          | канцелар Никита Панин [сезоне 2–3]                                                                       |
| Михаил Горевој                                           | тајни саветник Степан Шешковски (сезоне 2–3)                                                             |
| Станислав Стрелков                                       | секретар кабинета Адам Олсуфјев [сезоне 2–3]                                                             |
| Алина Томников                                           | принцеза Вилхелмина од Хесен-Дармштата / Њено Височанство Наталија Алексејевна [сезоне 2–3]              |
| Артур Иванов                                             | Јемељан Пугачов [сезона 3]                                                                               |
| Ангелина Стрецхина                                       | принцеза Тараканова [сезона 3]                                                                           |
| Изабел Шосинг                                            | Џоана Елизабет од Холштајн-Готорпа, мајка Катарине Велике                                                |
| Виталиј Кравченко                                        | генералфелдмаршал Степан Апраксин                                                                        |
| Елена Шамова                                             | Гема, слушкиња                                                                                           |
| Иван Добронравов                                         | Пимен, слуга / медикус                                                                                   |
| Светлана Корчагина                                       | Матрјона, слушкиња                                                                                       |
| Алексеј Воробјов                                         | гроф Станислав Август Поњатовски [сезона 1]                                                              |
| Марцин Стец                                              | краљ Станисłав Аугуст Пониатовски [сезона 2]                                                             |
| Јакуб Сноховски                                          | Кшиштоф Пиецки, собар Станислава Поњатовског [сезона 2]                                                  |
| Максим Керин                                             | Брокдорф , собар Петра                                                                                   |
| Хартмут Круг [сезона 1] / Стас Класен [сезона 2]         | краљ Фридрих                                                                                             |
| Јуриј Маслак                                             | генерал Ханс Јоахим фон Зитен                                                                            |
| Витас Ајзенах                                            | Аксел фон Мардефелд, пруски амбасадор Патрицк                                                            |
| Ројиле Ролин                                             | маркиз де Ла Шетарди , француски амбасадор                                                               |
| Павел Ворожцов                                           | Михаил Ломоносов                                                                                         |
| Полина Лазарева                                          | грофица Јекатерина Воронцова-Дашкова , миљеница Петра III                                                |
| Валентина Тализина                                       | дојиља бившег цара Ивана Антоновича                                                                      |
| Љубава Грешнова                                          | дама у чекању Софија Разумовска (сезоне 2–3)                                                             |
| Родион Гаљученко                                         | Гроф Петар Разумовски (сезоне 2–3)                                                                       |
| Александар Булатов                                       | Алексеј Григоријевич, син Катарине Велике и Григорија Орлова [сезона 2; 3 — само флешбекови]             |
| Антон Денисенко                                          | Семјон Порошин, учитељ Павла Петровича [сезона 2; 3 — само флешбекови]                                   |
| Марина Митрофанова                                       | конобарица Ана Шереметева [сезона 2; 3 — само флешбекови]                                                |
| Игор Балалајев                                           | Александар Суворов (сезоне 2–3)                                                                          |
| Џорџ Девдаријани                                         | медикус Џорџ Роџерсон (инспирисан Џоном Семјуелом Роџерсоном и Томасом Димсдејлом)                       |
| Александар Ткачов                                        | Гроф Андреј Разумовски, љубавник Наталије Алексејевне [сезоне 2–3]                                       |
| Леонид Кулагин                                           | архиепископ Гаврил                                                                                       |
| Александра Урсуљак                                       | Дарја Салтикова / Салтичиха                                                                              |
| Татјана Љалина                                           | принцеза Софија Доротеја од Виртемберга / Њено Височанство Марија Фјодоровна, 2. супруга Павла Петровича |
| Сергеј Јушкевич                                          | амбасадор Грoф Алексеј Обресков                                                                          |
| Андреј Зајков [сезона 2] / Александар Назаров [сезона 3] | Грoф Иван Јелагин                                                                                        |
| Александар Смирнов                                       | Григориј Теплов                                                                                          |
| Андреј Гусев                                             | Лев Наришкин                                                                                             |
| Александар Олешко                                        | сликар Фјодор Рокотов                                                                                    |
| Владимир Јуматов                                         | Грoф Петр Шереметев                                                                                      |
| Сергеј Ларин                                             | Николај Салтиков                                                                                         |
| Андреј Руденски                                          | војвода Ентони Улрих од Брунсвика                                                                        |
| Анастасија Цибизова                                      | Катарина Антоновна од Брунсвика                                                                          |
| Кристина Борејко                                         | Елизабета Антоновна од Брунсвика                                                                         |
| Алексеј Ходокевич                                        | Алексеј Антонович од Брунсвика                                                                           |
| Максим Кудрјавцев                                        | Петар Антонович из Брунсвика                                                                             |
| Алексеј Усолцев                                          | Иван Кулибин                                                                                             |
| Самвел Мужикјан                                          | султан Мустафа                                                                                           |
| Сајат Абадзхиан                                          | османски амбасадор Ћанер                                                                                 |
| Иван Агапов                                              | медикус Пинкус                                                                                           |
| Олег Зима [сезона 2] / Игор Головин [сезона 3]           | Грoф Кирил Разумовски                                                                                    |
| Алена Олкина                                             | принцеза Амалија од Хесен-Дармштата                                                                      |
| Елизавета Арзамасова                                     | принцеза Луиза од Хесен-Дармштата                                                                        |
| Александар Воробјов                                      | Василиј Шкурин, васпитач Алексеја Григоријевича                                                          |
| Ола Кеиро                                                | Лука, собар Павла Петровића [сезоне 2–3]                                                                 |
| Максим Важов                                             | Влас, слуга Никите Панина [сезоне 2–3]                                                                   |
| Данила Дунајев                                           | песник Гаврила Державин                                                                                  |
| Диана Миљутина                                           | Катарина Нелидова, конобарица Наталије Алексејевне                                                       |
| Игор Гарбузов                                            | Лефевр                                                                                                   |
| Артјом Кретов                                            | Казимиерз Огински                                                                                        |
| Данил Слуцки                                             | Михаил Огински                                                                                           |
| Олга Макејева                                            | Марија Каролина од Аустрије                                                                              |
| Сергеј Теслер                                            | Фердинанд са Две Сицилије                                                                                |
| Кузма Саприкин                                           | драматург Дениса Фонвизина                                                                               |
| Семјон Лопатин                                           | Иван Блудов                                                                                              |
| Сергеј Барковски                                         | Грoф Петр Панин                                                                                          |
| Сергеј Горошко                                           | Анатол Гартенберг                                                                                        |
| Моника Госман                                            | Гертруда                                                                                                 |
| Василиса Измајлова                                       | Виола Јелагина                                                                                           |
| Дмитриј Гирјов                                           | Чумак |

## Преглед серије
| Сезона | Сезона | Број епизода | Приказивање у Русији                   | Приказивање у Србији                      |
| ------ | ------ | ------------ | -------------------------------------- | ----------------------------------------- |
|        | 1      | 12 (1—12)    | 24. новембар 2014 – 27. новембар 2014. | 18. јун 2021 — 25. јун 2021. (Прва ворлд) |
|        | 2      | 12 (13-24)   | 27. фебруар 2017 – 7. март 2017.       | 28. јун 2021 – 5. јул 2021. (Прва ворлд)  |
|        | 3      | 16 (25-40)   | 21. октобар 2019 – 31. октобар 2019.   | /                                         |